# 亨利二世 (賽普勒斯)
賽普勒斯的亨利二世（英語：Henry II of Cyprus，1270年6月—1324年8月31日），賽普勒斯王國國王、耶路撒冷王國國王（1285年至1291年在位）。

## 家庭
1317年，亨利二世與西西里國王費德里科二世的女兒科斯坦察結婚，兩人沒有子女。